# Västervång
Västervång är ett bostadsområde i Västra Innerstaden, Malmö. 
Området ligger mellan Limhamnsvägen och Erikslustvägen, söder om Köpenhamnsvägen. 
Det består till stor del av stora villor från olika tidsepoker, många från 1940-talet. Västervång kallas tillsammans med Fridhem och Bellevue för Bellevue sjösida. Här finns de dyraste bostäderna i Malmö.
Söder om Köpenhamnsvägen ligger södra Friluftsstaden, ett radhusområde som uppfördes åren 1942-44 av byggmästare Eric Sigfrid Persson och som trots pågående krig fick internationell uppmärksamhet vid tillkomsten.